# Венцислав Бонев
Венцислав Бонев (роден на 8 май 1980 г. в София, България) е български професионален футболист, защитник, който играе за Витоша (Бистрица). Той е централен и ляв защитник.

## Кариера
Играл е за ПФК Локомотив (София), ПФК Миньор (Перник), ПФК Марек (Дупница) и ПФК Нафтекс (Бургас). Бонев подписва с Черноморец (Бургас) през януари 2009. Закупен е от Ботев (Пловдив) на 20 януари 2012 г.

## Статистика по сезони[2]
| Сезон    | Отбор               | Първенство | Мачове | Голове |
| -------- | ------------------- | ---------- | ------ | ------ |
| 2005/06  | Марек (Дупница)     | А група    | 25     | 0      |
| 2006/07  | Нафтекс (Бургас)    | Б група    | 11     | 1      |
| 2007/08  | Нафтекс (Бургас)    | Б група    | 23     | 0      |
| 2008/ес. | Нафтекс (Бургас)    | Б група    | 10     | 0      |
| 2009/пр. | Черноморец (Бургас) | А група    | 7      | 1      |
| 2009/10  | Черноморец (Бургас) | А група    | 8      | 1      |
| 2010/11  | Черноморец (Бургас) | А група    | 11     | 0      |
| 2011/ес. | Черноморец (Бургас) | А група    | 4      | 0      |
| 2012/пр. | Ботев (Пловдив)     | Б група    | 11     | 0      |